# Tambakromo (Malo)
Tambakromo is een bestuurslaag in het regentschap Bojonegoro van de provincie Oost-Java, Indonesië. Tambakromo telt 1867 inwoners (volkstelling 2010).